# Simulium hectorvargasi
Simulium hectorvargasi es una especie de insecto del género Simulium, familia Simuliidae, orden Diptera.
Fue descrita científicamente por Coscaron & Wygodzinsky, 1972.